# Памятник Николаю Чудотворцу (Пермь)
Памятник Николаю Чудотворцу в Перми установлен на Соборной площади недалеко от Пермской государственной художественной галереи.

## История
Автор памятника — скульптор Вячеслав Клыков. Памятник выполнен из бронзы и был готов к установке в 2005 году, однако тогда не было принято решение, где его установить. В итоге Клыков незадолго до своей смерти завещал этот памятник Перми. Международный фонд славянской письменности и культуры, который возглавлял Клыков, и Пермское землячество передали скульптуру в дар городу в честь его 285-летия.
Торжественное открытие памятника в присутствии главы Перми, представителей администрации Перми И. Н. Шубина и епископа Пермского и Соликамского Иринарха, который совершил у памятника праздничный молебен, состоялось 11 июня 2008 года.